# سرميل (مقاطعة دالاهو)
سرميل (بالفارسية: سرمیل) هي قرية تقع في قسم حومة كرند الريفي (مقاطعة دالاهو) في إيران. يقدر عدد سكانها بـ 109 نسمة بحسب إحصاء 2016.